# 아파치 임팔라
아파치 임팔라(Apache Impala)는 아파치 하둡을 실행하는 컴퓨터 클러스터에 저장된 데이터를 위한 오픈 소스 대규모 병렬 처리(MPP) SQL 쿼리 엔진이다. 임팔라는 2012년 개발에 영감을 준 구글 F1 동등 오픈 소스로 기술되고 있다.

## 개요
아파치 임팔라는 아파치 하둡 위에 실행되는 쿼리 엔진이다. 이 프로젝트는 2012년 10월에 퍼블릭 베타 테스트 배포판으로 발표되었으며 2013년 5월 정식판으로 이용이 가능하게 되었다.
임팔라는 하둡에 스케일링 가능한 병렬 데이터베이스 기술을 도입함으로써 데이터 이동이나 전송 과정 없이 사용자들이 낮은 레이턴시의 SQL 쿼리를 HDFS과 아파치 HBase에 저장된 데이터에 발행할 수 있게 한다. 임팔라는 동일한 파일과 데이터 포맷, 메타데이터, 보안 및 자원 관리 프레임워크(맵리듀스, 아파치 하이브, 아파치 피그 및 기타 하둡 소프트웨어가 사용)를 사용하기 위해 하둡과 연동된다.

## 같이 보기
- 프레스토 — 페이스북이 개발하고 테라데이터가 지원하는 오픈 소스 SQL 쿼리 엔진
- 아파치 드릴
- 클라우데라 — 아파치 임팔라 프로젝트를 담당하는 하둡 배포판